# Mini Mundi

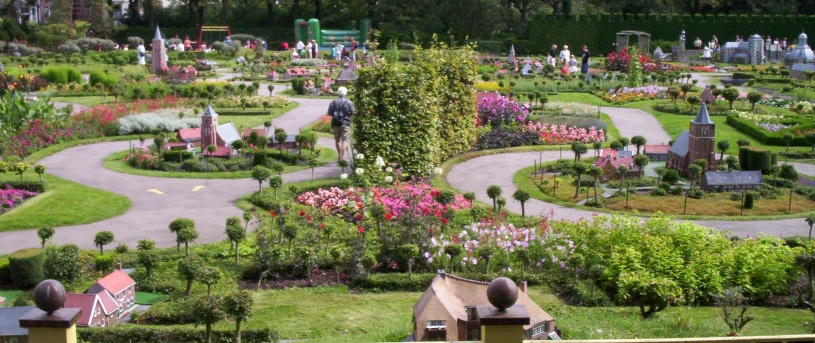
Overzicht van het oude Miniatuur Walcheren aan het Molenwater

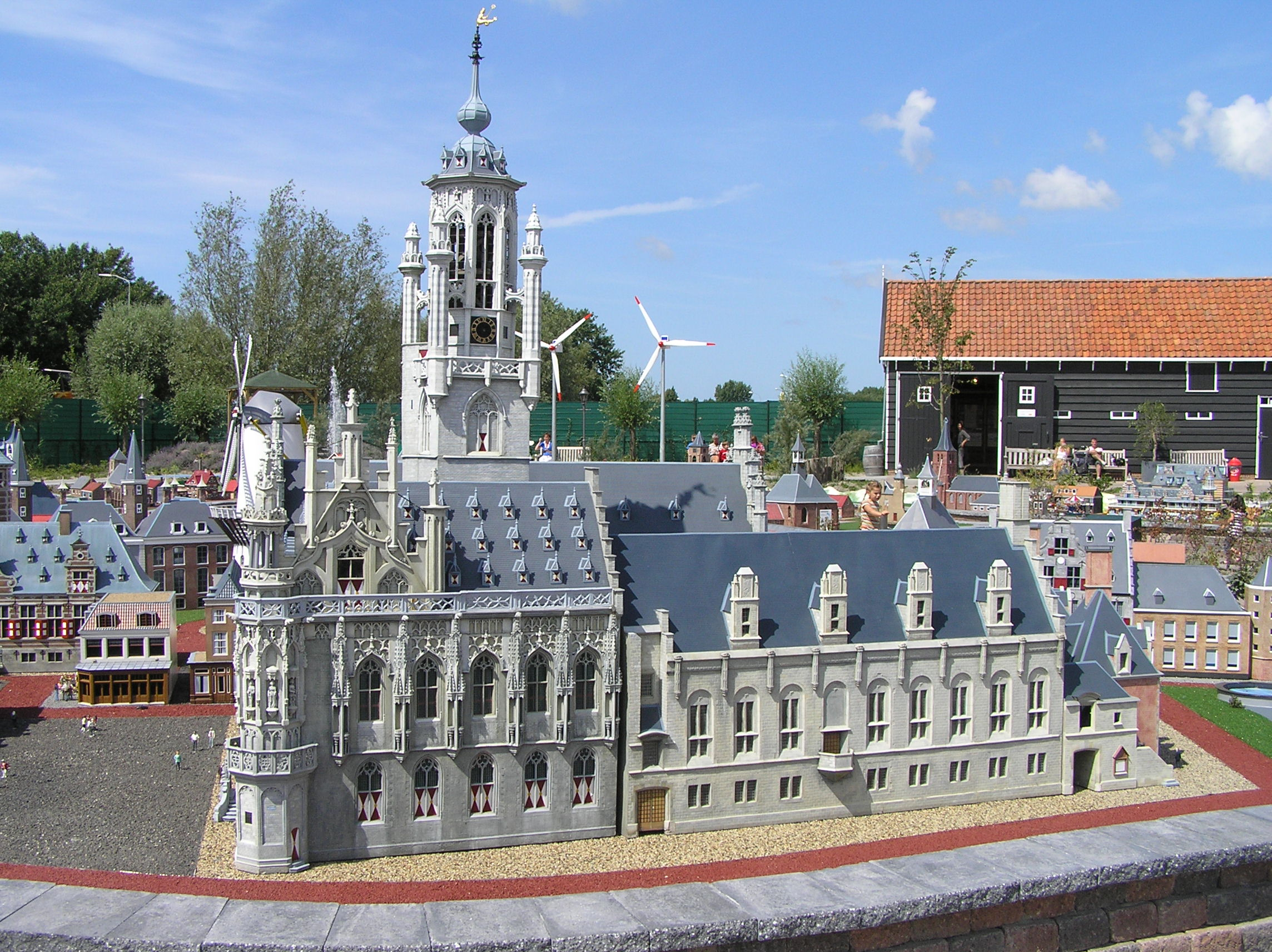
Stadhuis van Middelburg op schaal

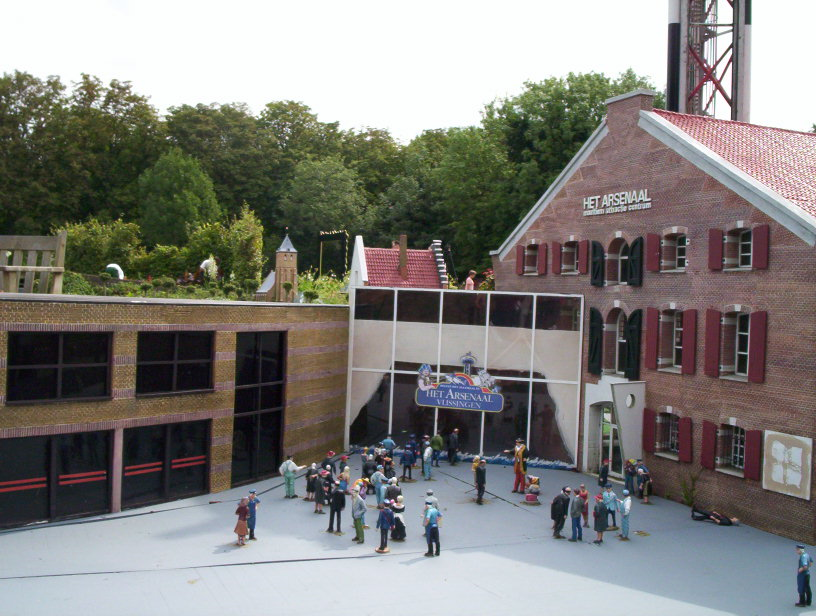
Het Arsenaal Vlissingen op schaal (oude locatie)

Mini Mundi is een familiepretpark in Middelburg dat op 15 mei 2009 zijn deuren opende. Het maakt deel uit van Zep Vrijetijdspark Middelburg en bevindt zich aan het Podium in de Mortierepolder. Het is een voortzetting van het voormalige Miniatuur Walcheren dat zich bevond aan het Molenwater in het midden van de stad.

## Miniatuur Walcheren
Miniatuur Walcheren was oorspronkelijk een miniatuurstad gelegen in stadspark Molenwater, Middelburg. In een permanente tentoonstelling werden meer dan 350 gebouwen uit de omgeving getoond op schaal 1:20.
Miniatuur Walcheren, ook wel de Tuin van Zeeland genoemd, werd in 1954 geopend door Koningin Juliana. Aanvankelijk was het de bedoeling slechts drie maanden voor het publiek geopend te zijn. Door het grote aantal bezoekers werd de tentoonstelling een jaar verlengd en daarna voor onbepaalde tijd.
Aanvankelijk waren de miniaturen gemaakt van hout. Dit was zeer onderhoudsintensief en daarom zijn in de jaren 1980 de miniaturen vervangen door kunststof versies.
In 2004 bestond Miniatuur Walcheren 50 jaar. In een expositie werd het heden en verleden van Miniatuur Walcheren belicht.

In 2008 werd vastgesteld dat de tentoonstelling in verval was geraakt. In 2009 werd de tentoonstelling opnieuw aangelegd als onderdeel van Mini Mundi, waarbij advies en hulp verleend werd door Madurodam. In 2019 werd stadspark Molenwater heringericht als park, onder protest.

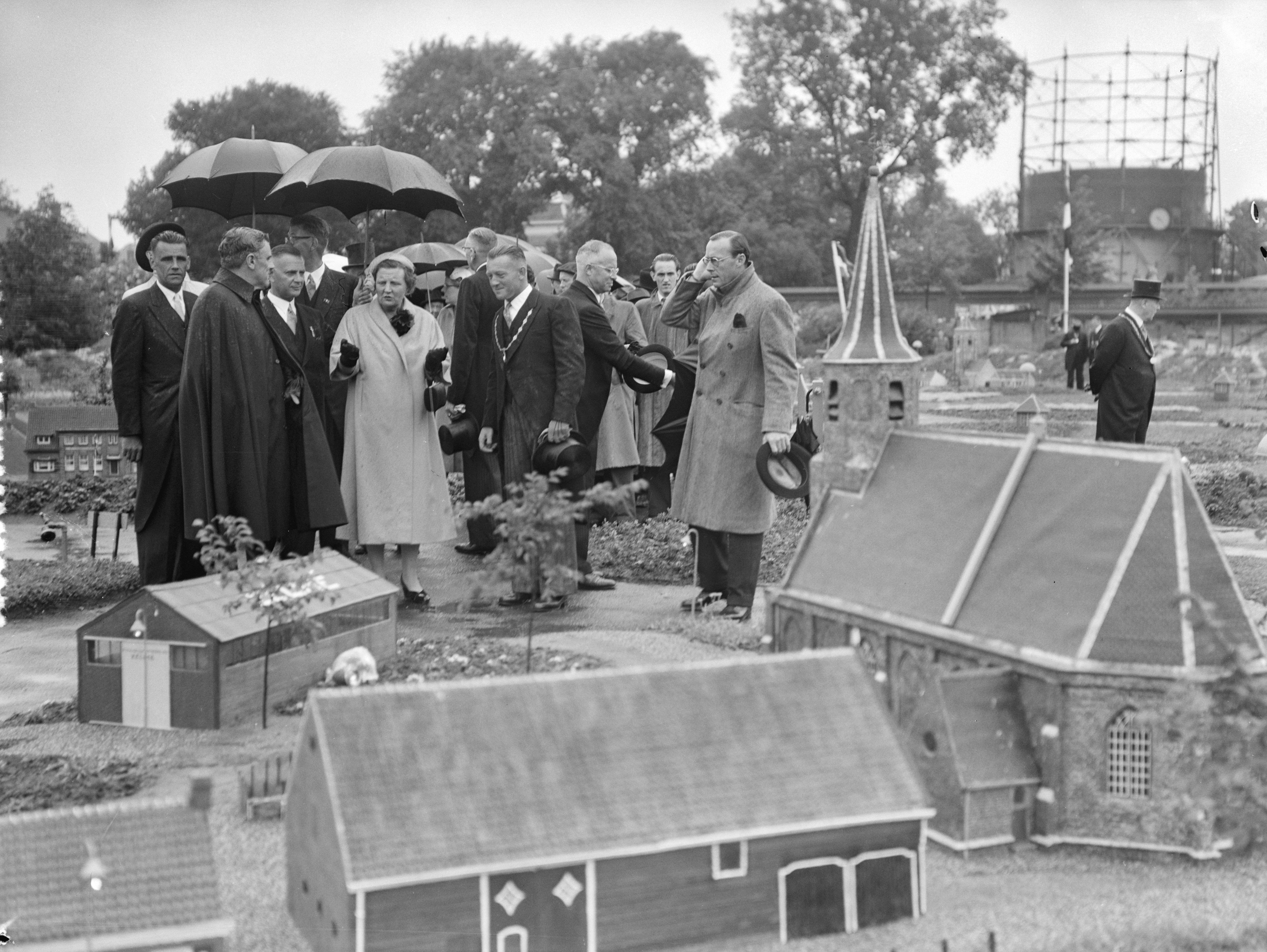
Koningin Juliana en Prins Bernhard in het park tijdens de opening van Miniatuur Walcheren (1954)
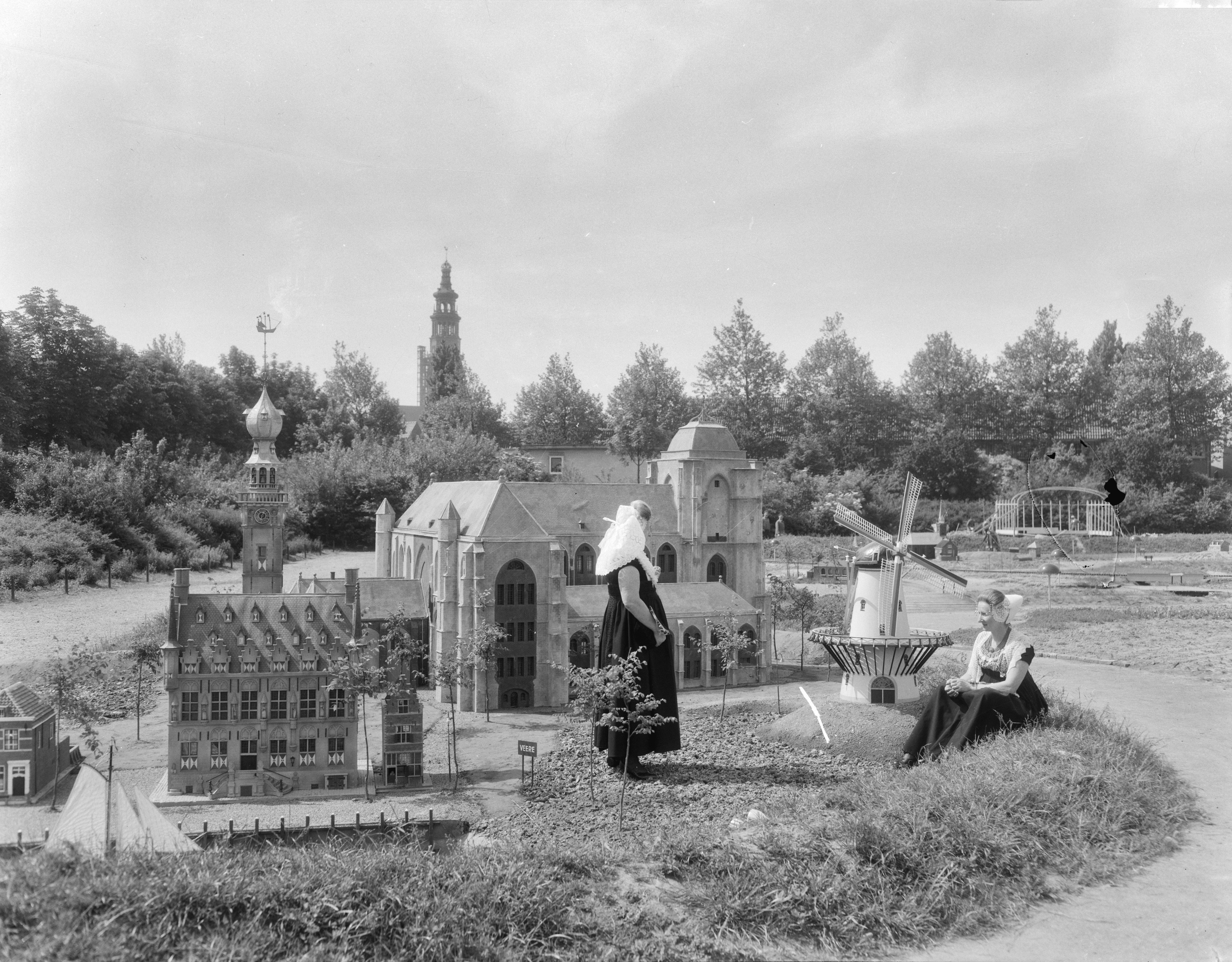
Miniatuurstad met dames in Zeeuwse kledingdracht (1954)
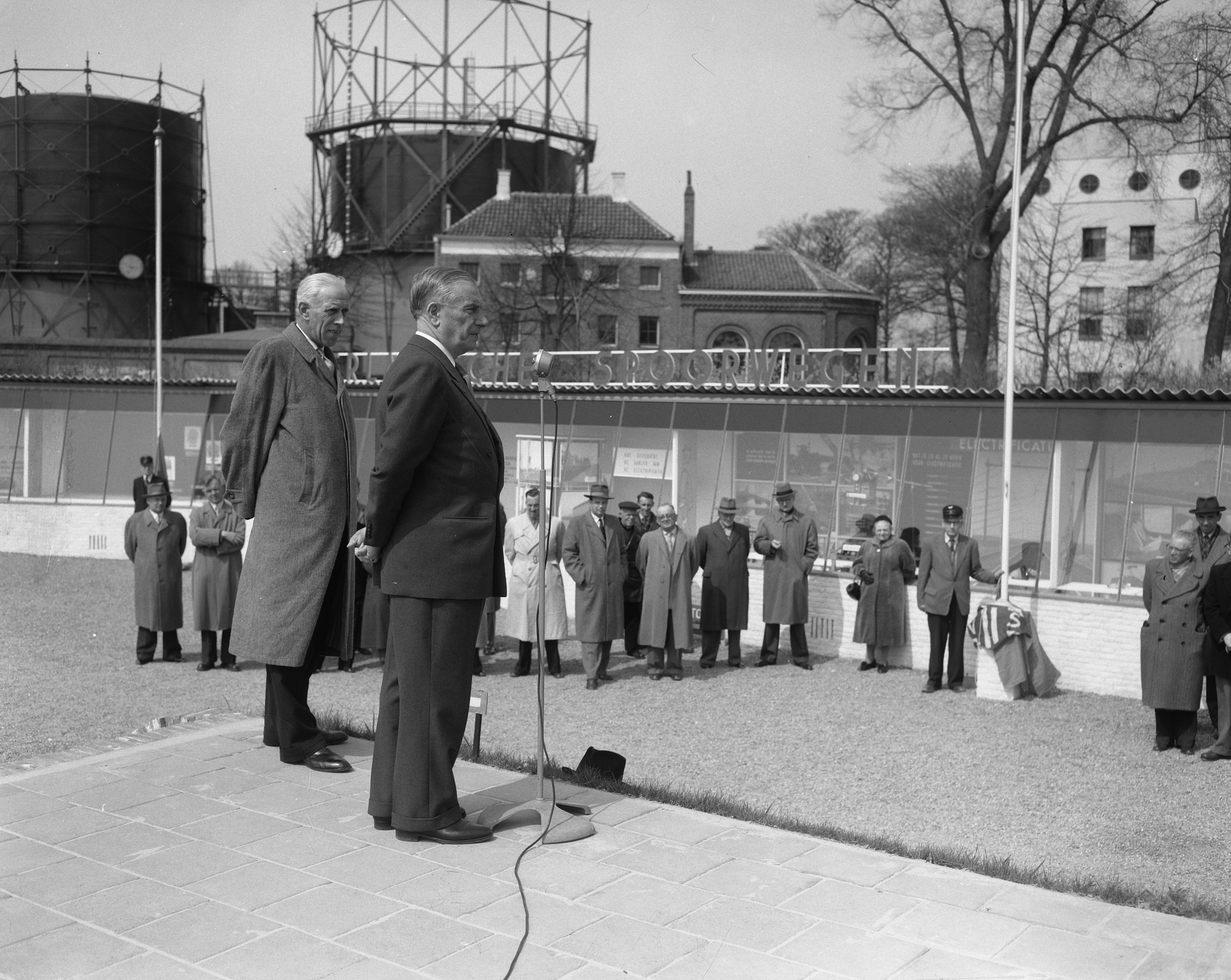
Opening paviljoen spoorwegen in Miniatuur Walcheren (1956)

## Mini Mundi
Naast de miniatuurstad bestaat Mini Mundi uit een attractiepark en het overdekte Mega Mundi Paviljoen.
Blikvanger is het het grote beeld van reus Dan, dat in 2008 werd overgenomen van het failliete attractiepark Het Land van Ooit. Daarnaast zijn er een binnenspeelplaats, een buitenspeelplaats, de achtbaan, een draaimolen, een luchtballonnencarrousel (type: Samba tower), een Rockin' Tug, een treintje voor rondritjes en nog enkele andere attracties.